# Duffield (Virginie)
Pour les articles homonymes, voir Duffield.
Duffield est une municipalité américaine située dans le comté de Scott en Virginie. Selon le recensement de 2010, sa population est de 91 habitants.
La municipalité de Duffield est créée par l'Assemblée générale de Virginie lors de sa session 1893-1894. Elle s'étend en 2010 sur une superficie de 0,61 mille carré (1,58 km2).
Le Natural Tunnel State Park (en) est situé à proximité du bourg.